# Бобровников Євген Миколайович
Євген Миколайович Бобровников (рос. Евгений Николаевич Бобровников; нар. 18 листопада 1918, Єлань-Коліно, Воронезька область, РРФСР, СРСР — пом. 16 вересня 1988, Київ, УРСР, СРСР) — радянський сопілкар, викладач, диригент, композитор, сопілковий майстер, соліст Державного українського народного хору імені Г. Г. Верьовки, заслужений артист України (1974).

## Біографія
Викладав гру на сопілці в Київській консерваторії (1953—1957). Нагороджений Почесною грамотою Президії Верховної Ради України (1971).
Починаючи від 1937 року був організатором, художнім керівником і диригентом самодіяльних оркестрів народних інструментів, ансамблів сопілкарів, фольклорно-етнографічних ансамблів, зокрема у період з 1979 по 1988 роки — народного ансамблю «Дмитрівчанка» в с. Дмитрівка Києво-Святошинського району Київської області, який у 1990 році був перейменований на його честь — ім. Є. Бобровникова.
В 1989 році у дмитрівському Будинку Культури було створено музей Євгена Бобровникова, в якому представлені його інструменти, фотокартки з виступів разом з ансамблем та інші артефакти.
Євген Миколайович виготовляв високоякісні сопілки, зразки яких зберігаються в музеї Києво-Печерської лаври, історичних музеях Києва, Львова, в Канаді тощо.
Автор обробок українських народних пісень для хору, творів для сопілки з оркестром. Бобровников брав участь в озвучуванні багатьох фільмів і радіопередач. Серед учнів — С. Баштан, М. Давидов, Л. Глущенко, Є. Стасюк та ін.